# St. George's (ort)
St. George's är en ort i Kanada.   Den ligger i provinsen Newfoundland och Labrador, i den östra delen av landet, 1 300 km öster om huvudstaden Ottawa. St. George's ligger 13 meter över havet och antalet invånare är 6 700.
Terrängen runt St. George's är varierad. Havet är nära St. George's åt nordväst. St. George's är det största samhället i trakten. 
I omgivningarna runt St. George's växer i huvudsak blandskog. Trakten runt St. George's är nära nog obefolkad, med mindre än två invånare per kvadratkilometer.